# Leptolalax pelodytoides
Leptolalax pelodytoides es una especie  de anfibios de la familia Megophryidae.

## Distribución geográfica
Se encuentra en la  China, Laos, Malasia, Birmania, Tailandia y Vietnam.

## Estado de conservación
Se encuentra amenazada de extinción por la pérdida de su hábitat natural.